# Dana Rohrabacher
Dana Tyron Rohrabacher (født 21. juni 1947 i Coronado i Californien) er en amerikansk republikansk politiker. Han var kongresmand som medlem af Repræsentanternes Hus i 30 år fra 1989 til 2019.
Rohrabacher genopstillede til Repræsentanternes Hus ved valget i 2018 men tabte til demokraten Harley Rouda. Han var det længstsiddende medlem af Huset som tabte ved et genvalg i 2018. Rohrabacher har udtrykt stærke pro-russiske og pro-Putin synspunkter, som har rejst spørgsmål om hans relation til Vladimir Putin og den russiske regering.
Før han blev indvalgt i Kongressen, arbejdede han i Det Hvide Hus som assistent for præsident Ronald Reagan og var i syv år en af præsidentens ledende taleskrivere. Han var central i udformelsen af Reagan-doktrinen.[kilde mangler]
Rohrabacher var leder for Kongressens rumfarts- og luftfartskomité fra 1997 til 2005. Han er også et langvarig medlem af Kongressens udenrigskomité og har bl.a. engageret sig mod menneskeretsbrud begået af kommunistregimet i Folkerepublikken Kina.[kilde mangler]

## Fodnoter
1. ↑  govtrack.us: Rep. Dana Rohrabacher [R-CA46] Arkiveret 30. april 2011 hos  Wayback Machine, besøgt 9. marts 2011
2. ↑  Quint Forgey (10. november 2018). "Rouda defeats Rohrabacher in southern California". Politico.
3. ↑  Hiltzik, Michael (30. november 2018). "California Republicans see what happens when more voters vote, and they don't like it one bit". Los Angeles Times. Hentet 2018-12-03.
4. ↑  "Incumbents defeated in 2018 congressional elections".
5. ↑  Fandos, Nicholas (2017-11-21). "A Kremlin Defender in Congress Finds Challenges on All Sides". The New York Times (amerikansk engelsk). ISSN 0362-4331. Hentet 2017-11-21.
6. ↑  Byron Tau, Peter Nicholas and Siobhan Hughes, September 15, 2017, The Wall Street Journal, GOP Congressman Sought Trump Deal on WikiLeaks, Russia, Retrieved September 23, 2017
7. ↑  Jonathan Weisman, March 28, 2014, The New York Times, Kremlin Finds a Defender in Congress, Retrieved August 1, 2017, "... There is some logic to Mr. Rohrabacher's stalwart defense of the Kremlin's actions. The people of Crimea ..."